# Kerstin Andreae
Kerstin Andreae (ur. 21 października 1968 w Schrambergu) – niemiecka polityk, deputowana Bundestagu z ramienia Związku 90/Zielonych.

## Życiorys
Szkołę średnią ukończyła w 1988 roku. Andreae z wykształcenia jest makroekonomem. Studiowała ekonomię na uniwersytecie we Fryburgu. Studia ukończyła z dyplomem ekonomisty w 1996 roku. W latach 1996–97 pracowała w firmie mediKUR - Agentur für Gesundheits- und Kurtechnologie w Hamm. W latach 1998−2000 pełniła funkcję kierownika projektu w Sozialwissenschaftliche Frauenforschungsinstitut na Evangelische Hochschule Freiburg W latach 2001–02 była pracownikiem firmy "Das Grüne Emissionshaus", gdzie prowadziła usługi finansowe w dziedzinie energetyki wiatrowej.

## Polityka
W latach 1991–93 była członkiem Młodych Zielonych (Grüne Jugend). W latach 1992–99 przewodnicząca Związku 90/Zielonych we Fryburgu. Od roku 1999 do 2001 była w radzie wykonawczej Związku 90/Zielonych w Badenii-Wirtembergii, jednocześnie w latach 1999-02 była radną we Fryburgu Bryzgowijskim. W roku 2002 pojawiła się w Bundestagu. Od 2007 do 2012 roku była rzecznikiem prasowym ds polityki gospodarczej. w roku 2012 została następcą Fritza Kuhna w Związku 90/Zielonych.

## Życie prywatne
Andreae jest wyznania ewangelickiego. Jest zamężna, ma troje dzieci.